# Vilko Filipašić
Vilko Filipašić (Beketinec kod Križevaca, 22. lipnja 1874. – Zagreb, 1942. ), hrvatski pjesnik
Zaslužan željeznički djelatnik i pjesnik, bio je u Zagrebu nadzornik Državnih željeznica te pisac mnogobrojnih članaka i knjiga iz željezničarske problematike. Javlja se u periodici kao pjesnik pod pseudonimom Milivoj Podravski. 

## Djela
Objavio je zbirku "Pjesme" (1900.) u kojoj je opisao potok Gliboki, Drnje kraj Koprivnice i okolicu. Razlog pisanja ove zbirke pjesama je bio taj što je odrastao i školovao se u Drnju gdje mu je otac bio učiteljem.